# Pseudonomoneura hirta
Pseudonomoneura hirta är en tvåvingeart som först beskrevs av Daniel William Coquillett 1904.  Pseudonomoneura hirta ingår i släktet Pseudonomoneura och familjen Mydidae.
Artens utbredningsområde är Kalifornien. Inga underarter finns listade i Catalogue of Life.